# Иванов, Семён Варфоломеевич
Семён Варфоломеевич Иванов (1880—1955) — советский партийный деятель, председатель Смоленского губисполкома (март-май 1918 года, март-август 1919 года, январь-июль 1920 года).

## Биография
Семён Иванов родился 27 апреля 1880 года в селе Даниловичи (ныне — Рославльский район Смоленской области). Окончил начальную школу. С шестнадцатилетнего возраста работал плотником и каменщиком по найму, позднее электроустановщиком в Москве.
В 1901 году Иванов был призван на службу в царскую армию. Получил чин унтер-офицера, служил в минной роте. В 1904 году Иванов вступил в партию большевиков, в 1905 году стал членом Кронштадтского парткома, носил партийную кличку «Борис». 9 июля 1906 года он был арестован царской полицией и взят под стражу в тюрьму «Кресты». Суд приговорил его к административной высылке в Архангельскую губернию, но вскоре Иванов бежал из ссылки и вернулся в Петербург.
5 мая 1907 года Иванов был во второй раз арестован царской полицией в Либаве. На сей раз суд приговорил его к 15 годам каторжных работ. Отбывал наказание в каторжных тюрьмах Риги и Смоленска. Освобождён из Смоленской тюрьмы после Февральской революции.
Вернувшись в марте 1917 года на родину, Иванов занял должность председателя Даниловичского волисполкома. Вопреки запрету Временного правительства, волисполком одним из первых в Смоленской губернии начал проводить изъятие земель у помещиков. Позднее Иванов был членом Ельнинской уездной земской управы, членом Ельнинского уездного исполкома. Избирался делегатом II Всероссийского съезда Советов. В октябре 1917 года Иванов был избран членом Смоленского губернского комитета РСДРП(б).
С 10 марта по май 1918 года Иванов занимал должности председателя Смоленского губисполкома и председателя губернского Совета народных комиссаров. В марте-августе 1919 года и январе-июле 1920 года он вновь руководил Смоленским губисполкомом.
С осени 1920 года Иванов работал в Твери на высоких партийных должностях. с конца 1922 года — на хозяйственной работе на предприятия Народного комиссариата угольной промышленности.
Скончался в Москве 8 июня 1955 года.
Награждён орденом Ленина (17.05.1955) — в связи с 75-летием со дня рождения и за активное участие в революционном движении, орденом Трудового Красного Знамени и тремя медалями.